# Massimo Romagnoli
Massimo Romagnoli (Capo d'Orlando, 8 gennaio 1971) è un politico italiano.

## Biografia
Massimo Romagnoli si è diplomato presso l'Istituto Tecnico Commerciale di Capo d´Orlando e laureato in Scienze dell'Educazione e Formazione presso l'Università Pegaso di Napoli. Ha conseguito master in public administration, public relation e international politics a New York.
Dal 2001 è editore del mensile italiano redatto, stampato in Grecia, Azzurri News. Nel marzo del 2004 viene eletto Consigliere del Comites (Comitato degli Italiani all'Estero) e Presidente del Comites Grecia. Nel 2004 viene eletto Consigliere del C.G.I.E. (Consiglio generale degli Italiani all'Estero) per Grecia, Spagna, Turchia e Israele.
Nel 2005, il Ministro per gli Italiani nel Mondo Mirko Tremaglia lo ha nominato rappresentante in Grecia per la CIIM (Confederazione degli Imprenditori Italiani nel Mondo).
Nel 2006 è stato eletto all'estero (nella circoscrizione Europa) deputato di Forza Italia, con 8323 preferenze.
Dal 2006 è stato responsabile estero del Gruppo Euro-Parlamentari di Forza Italia, poi responsabile europeo Azzurri nel Mondo. Nel 2008 viene nominato, su proposta del ministro degli esteri Franco Frattini, membro del Direttivo della Conferenza dei Giovani Italiani nel Mondo.
È stato vicepresidente esecutivo del gruppo interparlamentare d'amicizia Italia–Grecia e Italia–Cipro. È fondatore e Presidente del Movimento delle Libertà. È fondatore e Presidente della Confederazione degli Imprenditori Italiani in Europa (CONFIINE).
È stato Presidente dell'EIM, Ente Italiano della Montagna, nominato con DPCM del 28 ottobre 2009 fino alla soppressione dell'Ente nel 2014.
Nel dicembre del 2014 viene arrestato in Montenegro insieme a due cittadini romeni mentre cerca di vendere armi per un valore di 15 milioni di dollari all'organizzazione terroristica colombiana FARC. La trattativa si rivela essere un'operazione coperta di un'agenzia governativa USA. Tradotto negli Stati Uniti, viene processato e condannato nel 2016 a 4 anni di reclusione. La riapertura del processo l’8 settembre 2017, lo discolpa dalla partecipazione al traffico d'armi dirette in Colombia, in quanto estraneo ai fatti. La Corte giudicante statunitense ha riconosciuto la sua innocenza rimettendolo in libertà, e dichiarando il 10/10/2017, con formula piena, l’estraneità ai fatti.
Una volta scarcerato, scrive un libro sulla sua esperienza: Un innocente in trappola.
Dal 10 marzo 2021 è membro dell’AICEO Associazione Italiana CEO. Rientra poi in politica il 3 dicembre 2021, venendo eletto al Comites di Bruxelles Fiandre e Brabante.
Il 16 dicembre 2021 viene nominato Presidente ad interim del Comites di Bruxelles per aver raggiunto il numero più alto di preferenze.
Nel 2022, eletto consigliere C.G.I.E. (Consiglio generale degli Italiani all'Estero, organismo di rappresentanza delle Comunità italiane all'estero), del Ministero degli Affari Esteri e della Cooperazione Internazionale.
Nel giugno del 2023, eletto Presidente della V Commissione C.G.I.E. (Promozione Sistema Italia all’Estero) del Ministero degli Affari Esteri e della Cooperazione Internazional.
Alle elezioni europee del 2024 è candidato con Alternativa Popolare nella circoscrizione insulare. Con circa 4400 preferenze raccolte è il primo della lista, che però non supera lo sbarramento.

## Carriera professionale
Romagnoli inizia la sua carriera imprenditoriale nel 1991, lavorando come responsabile commerciale nell'azienda del padre (importazione di macchine agricole), dal 1989 al 2006 è stato esclusivista della Lombardini motori e delle macchine agricole Brumital e Zanon in Grecia e Medio Oriente. Dal 1993 crea e dirige l'azienda, denominata "Progresso SA" in Grecia, l'impresa costruisce gruppi elettrogeni distribuiti nel bacino del Mediterraneo, dal 1996 il mercato si estende a Italia, Germania, Belgio e Regno Unito. Nel 2002 fonda a Nafplio (in Grecia), assieme a Kosta Papakosta, una fabbrica di pompe sommerse (KSP). In Sicilia (dal 2002 al 2003) fonda e dirige la SPS per la distribuzione di buoni pasto.
Nel 2008 viene nominato dal dipartimento energie alternative della Energetica Spa di Roma, responsabile estero per la progettazione e costituzione di parchi eolici e fotovoltaici in Grecia, Bulgaria e Turchia.
Dal 2011 è l'amministratore delegato della Progresso UK Ltd - Londra, azienda specializzata in consulenze internazionali nel campo dell'aviazione militare - Alenia Aeronautica - Gruppo Finmeccanica.
Il 7 agosto del 2011 diventa presidente dell'Orlandina Calcio, che milita nell'Eccellenza Sicilia.
Dall'11 settembre 2017 è nominato CEO della Progresso APM Consulting GmbH a Monaco di Baviera, azienda di consulenza e gestione di Fondi Europei e delle Organizzazioni delle Nazioni Unite e consulente nel settore della difesa internazionale.
Dall’20 settembre 2018, Presidente e CEO della Progresso APM Consulting Srl, a Bruxelles, azienda esperta in Government Relations, European Project Management and European Affairs.
Dal 2024, è fondatore e CEO della DKS, società tedesca con sede legale e operativa in Mannheim (DE), leader nella distribuzione di carburanti in Germania e in Europa, con focus su carburanti sostenibili come biodiesel, HVO e carburanti sintetici.